# Massimo Alberini
Massimo Alberini (Padova, 11 aprile 1909 – Venezia, 4 maggio 2000) è stato un giornalista, scrittore, pubblicitario italiano esperto di enogastronomia e studioso di antichi testi di cucina e di storia del circo.

## Biografia
Massimo Alberini nacque a Padova l'11 aprile 1909, giorno di Pasqua, primogenito dei tre figli (oltre a Massimo, Anna Maria e Myriam) di Ida Sardena e di Ugo, dipendente della Banca Commerciale Italiana.
L'impiego in banca indusse la famiglia a trasferirsi a Verona nel 1911. Poi, in seguito allo scoppio della prima guerra mondiale e al richiamo alle armi del padre, tra il 1915 e il 1917 gli Alberini prima tornarono a Padova, poi si spostarono a Passarella (RO), Roma e, ancora, Verona. 
Dopo la guerra Ugo viene trasferito dalla Commerciale a Tortona e quindi a Modena, finché nell'aprile 1923 viene promosso direttore a Taranto, e la famiglia sempre lo segue in questi spostamenti.
Durante il periodo modenese, agli inizi degli anni '20, il giovane Massimo si appassiona al cinema, e comincia uno studio che lo porterà a occuparsi di critica cinematografica e, nel 1936, a fondare il primo cineclub d'Italia.
Completati gli studi tecnici, nel 1927 Massimo viene assunto alla Commerciale e assegnato alla sede di Verona, mentre il resto della famiglia segue il padre, promosso alla più importante sede di Imperia. L'anno successivo Massimo li raggiungerà, grazie al trasferimento alla filiale di Sanremo.
Ma il rapporto con il Veneto non è esaurito: nell'agosto 1929 Massimo frequenta la Scuola allievi ufficiali di Castel San Pietro a Verona, per poi tornare l'anno seguente in Liguria a svolgere il servizio militare come sottotenente del 41º Fanteria presso il battaglione distaccato a Porto Maurizio, presso Imperia.
In quei mesi si era in preda alla Grande depressione che, da Wall Street, aveva travolto i mercati finanziari mondiali, e la Commerciale non era disposta a riassumerlo, dato che “la legge di allora non imponeva di tenere il posto a chi andava sotto le armi”. L'Alberini, allora, accetta la proposta di lavoro dell'ingegner Vincenzo Agnesi, titolare dell'importante azienda alimentare di Oneglia, e si trasferisce a Novara, dove l'azienda ha un deposito. Lì, nel 1932, conosce Lucia Bodo, che sposerà nel 1936 e dalla quale avrà due figlie, Luisa e Carla.
Col matrimonio, si trasferisce ad Alessandria, dove fonda il primo cineclub d'Italia e comincia le prime collaborazioni giornalistiche su temi culturali e cinematografici per la rivista di Leo Longanesi “Omnibus” e, dopo il viaggio a Milano del 1938 nella sede del “Corriere della Sera”, per “Lettura”, e in seguito per la rivista romana di critica cinematografica “Cinema”.
Il ritorno a Oneglia nel 1939 coincide con lo sviluppo dell'attività giornalistica e con l'inizio degli studi sulla cucina italiana, che costituiranno il suo principale interesse.
Ma nello stesso anno in Europa incominciava la seconda guerra mondiale che doveva sconvolgere la vita di milioni di uomini. Massimo Alberini è chiamato alle armi una prima volta nel 1941, e nel 1942 parte per Creta; qui viene fatto prigioniero e condotto prima a Deblin, in Polonia, e quindi in Germania, prima a Uberlingen e poi a Sandbostel, dove è compagno di prigionia di Giovanni Guareschi. Fu liberato dagli americani nell'aprile del 1945.
Tornato a casa, riprende l'attività giornalistica collaborando stabilmente col “Corriere della Sera”; inoltre, grazie all'amicizia con Adriano Wettach, in arte “signor Grock” e alla vicinanza di Montecarlo, si interessa al mondo del circo cui dedicherà una parte importante del proprio lavoro.
Nel 1953 fu chiamato da Orio Vergani a far parte del gruppo dei fondatori dell'”Accademia italiana della cucina”.
Nel 1957 all'Alberini fu offerto il posto di responsabile dell'ufficio pubblicità della Galbani, e la famiglia si trasferì prima a Melzo e poi a Milano, città che rendeva più facili i contatti col mondo giornalistico e dell'editoria con cui collaborò ininterrottamente per quasi cinquant'anni.

### Morte
A Milano risiedette fino alla morte, avvenuta a Venezia, dove aveva la seconda casa, il 4 maggio 2000. Gli era accanto la moglie. 
È sepolto al cimitero veneziano di San Michele.

## Gli studi
Dopo gli studi presso l'Istituto Tecnico "Jacopo Barozzi" di Modena e il diploma conseguito a Taranto nel 1923, Massimo Alberini sviluppò la giovanile passione per il cinema fondando ad Alessandria il primo cineclub d'Italia, con proiezioni al cinema Conte Bruzzo; la prima serie di film prevedeva “Stadio” di Alessandrini, “Atlantide” e “La tragedia della miniera” di Pabst, e “I Nibelunghi” di Lang. In seguito cominciò a scrivere articoli su argomenti di cultura letteraria e cinematografica per la rivista di Leo Longanesi “Omnibus”, per “Lettura”, mensile del “Corriere della Sera”, e per la rivista romana di critica cinematografica “Cinema”; si trattava di pezzi che, rifiutando un atteggiamento elitario nei confronti dell'arte cinematografica, ne intravedevano le potenzialità di fenomeno di massa.
Ma in seguito il suo più maturo interesse di studioso e di divulgatore si rivolse soprattutto in tre direzioni: la cucina; il circo; il collezionismo “minore”.
Gli studi sulla cucina italiana presero le mosse dall'incontro con l'ingegner Vincenzo Agnesi; dopo alcuni anni di incarichi all'ufficio vendite, col trasferimento a Oneglia nel 1939 all'Alberini fu affidato il compito di curare il settore “ricerca, pubblicità e pubbliche relazioni” dell'azienda, e in quell'ambito maturò l'idea di scrivere una storia della pasta. A ciò gli fu utile lo studio della corrispondenza dell'azienda, ordinata e catalogata dall'ingegner Vincenzo e risalente al ‘700, insieme con l'analisi degli antichi testi del Messisburgo e dello Scappi, e il successivo approfondimento del celebre La scienza in cucina e l'arte di Mangiar Bene, opera del 1891 di Pellegrino Artusi, uno dei ricettari storici più importanti al mondo.
Diffondendosi la notizia di questi studi, molti intenditori segnalavano all'Alberini la presenza, presso antiquari italiani e stranieri, di opere pittoriche che rappresentavano il mondo della pasta, e che gli Agnesi acquisirono; inoltre la ricerca si estese ai principali archivi fotografici. A questa attività si affiancarono altre iniziative culturali, come il premio giornalistico Bagutta-Agnesi, assegnato per la prima volta nel 1949 a Marino Moretti e Giuseppe Marotta, e le cene sul tema “Gli umoristi incontrano gli spaghetti” offerte dagli Agnesi ai disegnatori convenuti a Bordighera per il salone dell'umorismo nel periodo 1950-1955.  Tutto il materiale raccolto fu utilizzato per allestire a Bordighera nell'estate del 1954 la “Mostra storica degli spaghetti”.
Da lì prese corpo l'idea di fondare a Pontedassio, paese d'origine degli Agnesi, un “Museo degli spaghetti”, in cui raccogliere documenti e testimonianze sulla storia della pasta, e dove collocare il pastificio Mangiapan, di età napoleonica, scoperto in perfetto stato di conservazione nel 1939 a Dolcedo in provincia di Imperia, e subito acquistato dagli Agnesi. Di questo progetto l'Alberini fu insieme l'anima e il braccio operativo, manifestando la sua attitudine al rigore e alla precisione della ricerca.
Nel frattempo, nel luglio 1953 veniva chiamato da Orio Vergani alla fondazione dell'Accademia italiana della cucina, altra istituzione per la quale profuse le sue energie sia sul piano organizzativo, sia degli studi, impegnandosi a realizzare il programma dell'Accademia che consisteva nell'esaltazione e nel rilancio della cucina regionale italiana, e scoprendo numerosissime “ricette da salvare”, che lui voleva fossero riproposte nella loro forma originale e autentica. 
Tutto questo lavoro fece dell'Alberini uno dei maggiori esperti di storia della cucina italiana, e i risultati dei suoi studi si sono divulgati attraverso le innumerevoli conferenze cui partecipò come relatore, negli articoli per quotidiani e riviste e nelle moltissime pubblicazioni di cui fu autore.
Il ritorno a Oneglia dopo la fine della seconda guerra mondiale e la prigionia coincideva con un momento di difficoltà per l'Italia: non era facile sbarcare il lunario scrivendo di cinema e letteratura, più remunerativo risultava fare il cronista locale per importanti quotidiani, tra cui il “Corriere della Sera”. Fu così che Alberini, approfittando della vicinanza di molte località turistiche quali Sanremo, la Costa Azzurra e Montecarlo, frequentate dai vip dell'epoca, incominciò a scrivere di svariati argomenti che si possono classificare tra la cultura e il costume, tra i quali fu il circo.
Anche all'arte circense egli dedicò studi accurati, cercando e raccogliendo libri sconosciuti nelle vecchie librerie di Parigi e dando conto dei principali avvenimenti legati a quel mondo nei suoi articoli sul “Corriere”, unico giornalista italiano, in quegli anni, a scrivere di circo. Tutto il prezioso materiale raccolto sul circo fu dallo stesso Alberini donato all'Accademia del circo di Cesenatico.
Infine, va ricordato l'interesse di Alberini per il collezionismo “minore”, non fondato su grandi investimenti pecuniari, ma espressione di quell'attività che chiamiamo “hobby”, cioè passatempo “che giustifica e nello stesso tempo gratifica”. E l'hobby dell'Alberini fu raccontare, con articoli e in libri illustrati da immagini fotografiche, questa attività così diffusa e poco nota.

## Le principali pubblicazioni
Cucina: storia e tradizioni
- LIGURI A TAVOLA. Itinerario gastronomico da Nizza a Lerici, Longanesi e C., Milano, 1965
- PIEMONTESI A TAVOLA. Itinerario gastronomico da Novara alle Alpi Longanesi e C., Milano, 1967
- EMILIANI E ROMAGNOLI A TAVOLA. Itinerario gastronomico da Piacenza a Viserba Longanesi e C., Milano, 1969
- BREVIARIO DELLA CUCINA PIEMONTESE, Motta, Milano, 1969
- BREVIARIO DELLA CUCINA LIGURE, Motta, Milano, 1969
- Alberto Denti di Pirajno (con aggiunte di Massimo Alberini), SICILIANI A TAVOLA. Da Messina a Porto Empedocle, Longanesi e C., Milano, 1970
- 4000 ANNI A TAVOLA. Dalla bistecca preistorica al pic-nic sulla luna, Fratelli Fabbri Editori, Milano, 1972
- STORIA DEL PANETTONE, Sidaum, Milano, 1981
- GALATEO DEI RICEVIMENTI, Esco, Milano, 1981
- IL CAFFE', Centro Studi Lavazza, Torino, 1981
- CENTO ANNI DI UNA CITTA' E DI UN NEGOZIO con ricette di Luciano Imbriani, Librex, Milano, 1983
- AFFETTATI E SQUISITI, Inca, Milano, 1985
- MANGIARE CON GLI OCCHI. Storia del menù, Edizioni Panini, Modena, 1987
- ANTICA CUCINA VENEZIANA. Ricette di Romana Bosco, maestra di cucina, Edizioni Piemme, 1990.
- Breve storia di Michele Savonarola e Compedio del suo “LIBRETO DE TUTTE LE COSSE CHE SE MANZANO”, Editoriale Programma, 1991
- STORIA DELLA CUCINA ITALIANA, Edizioni Piemme, 1992
- LA TAVOLA IERI E OGGI. Storia, attualità, socialità, Acanthus, 1993
- MACCHERONI E SPAGHETTI, Edizioni Piemme, 1994
- STORIA DEL PRANZO ALL'ITALIANA. Editore Rizzoli, 1996

Libri di ricette con presentazione di Massimo Alberini
- I FORMAGGI. Consulenti per la cucina italiana: Anna Baslini Rosselli, e Pino Capogna. Consulente per la sezione enologica: Adriano Romanò, Sansoni/Time Life, 1969
- L'ARTE DI SAPER MANGIARE (senza rinunce). Testi di dietologia del Prof. Pasquale Montenero, ricette di Anna Baslini Rosselli, Sansoni, Firenze 1972
- DOLCI PER UN ANNO. Trecento ricette raccolte da Leone Bosi, Arnoldo Mondadori, 1972
- DA COMO A TAVOLA. Guida gastronomica e turistica di Como, G.C. Sansoni, Firenze, 1973
- PASTA E PIZZA. Ricette a cura di Anna Martini, Arnoldo Mondadori Editore, 1974
- CENTO RICETTE STORICHE, G.C. Sansoni, Firenze, 1974

### Opere a cura di Massimo Alberini
- Carlo Nascia, Li quattro banchetti per le quattro stagioni dell'anno (2 volumi), Forni, Sala Bolognese, 1981
- August Escoffier, Il libro dei menù, Serra e Riva, Milano, 1983
- Le migliori ricette della scuola del Gritti, Acanthus, Milano, 1987

### Il collezionismo
- COLLEZIONARE I SOLDATINI. I documentari, Istituto Geografico De Agostini, Novara, 1972
- COLLEZIONISMO MINORE, A. Vallardi, 1984
- FIGURINE. Un collezionismo tra storia e costume, Mursia, 1989

| Controllo di autorità | VIAF (EN) 9974755 · ISNI (EN) 0000 0001 1742 3040 · SBN CFIV005211 · BAV 495/224334 · LCCN (EN) n81010281 · GND (DE) 17292054X · BNE (ES) XX4578429 (data) · BNF (FR) cb128053941 (data) · NDL (EN, JA) 00431147 · CONOR.SI (SL) 109721699 |